# Annie Dutoit
Annie Dutoit, geboren Annie Ehninger (Lausanne, 3 augustus 1909 - Yverdon-les-Bains, 1 februari 1999), was een Zwitserse advocate en politica.

## Biografie
Annie Dutoit was een dochter van Oscar Ehninger, een handelsvertegenwoordiger, en van Blanche Maget. Ze huwde Réné Dutoit, een spoorwegingenieur bij de SBB/CFF/FFS. Omdat haar ouders weigerden dat zij zou gaan studeren, werkte Dutoit als secretaresse om haar rechtenstudies aan de Universiteit van Lausanne te kunnen betalen. In 1938 werd ze advocate en opende ze een kabinet in Lausanne. Ze bleef aan de balie tot 1982 en was vicevoorzitster van de raad van de orde van advocaten. Als juriste was ze vanaf 1942 bestuurslid van het tijdschrift Journal des Tribunaux. Daarnaast was ze lid van de gemeenteraad (wetgevende macht) van Lausanne van 1961 tot 1980, waarvan ze in 1968 de eerste vrouwelijke voorzitter was. Ze was ook partijvoorzitster van de liberale partij in Lausanne.